# Disteniidae
Famille
Les Disteniidae sont une petite famille d'insectes coléoptères vaguement semblables dans l'aspect à ceux de la famille des Cerambycidae, sous-famille des Lepturinae et du genre Stenocorus, mais pourvus de longues antennes fines et parfois de couleurs métalliques.

## Morphologie

### Adulte
Les adultes, d'aspect lepturoïde, ont comme ce groupe (sauf quelques exceptions) l'aire stridulatoire divisée, toutefois la tête est extrêmement courte, les mandibules fortement courbées et les hanches antérieures globuleuses.
Les antennes sont longues et presque filiformes dans la plupart des genres ; dans le genre malgache Nethinius, aussi fournies de très longues soies.

### Larve
Les plus grandes différences avec les Cerambycidae sont toutefois dans la morphologie de la larve, parce qu'elles ont la cuticule du prosterne reliée directement au menton au lieu de la gorge.
Sous presque tous les autres aspects, elles sont semblables aux larves des Lepturinae.

## Distribution
La famille, originaire du Gondwana, comprend plus de 300 espèces répandues dans toutes les régions de l'hémisphère austral,, tandis qu'elle résulte peu représentée dans l'hémisphère boréal.
 
En particulier seulement très peu d'espèces réussissent à rejoindre l'Amérique du Nord et aucune n'est présente en Europe. Au contraire, le Madagascar est extrêmement riche d'espèces, surtout du genre endémique Nethinius.

## Biologie
Les adultes ont un comportement surtout nocturne, toutefois certaines espèces du genre Nethinius peuvent être capturées au battage sur les plants où elles vivent,.
Le fait que beaucoup d'exemplaires ont été trouvés avec les membres mutilés a suggéré l'existence d'un caractère agressif et de luttes infra-spécifiques pour la conquête de la femelle.
Les larves sont xylophages et attaquent le bois ou les racines lignifiées des arbres à feuilles.

## Systématique
Les Disteniidae furent insérées par Lacordaire dans la famille des Cérambycidés, quand ce groupe comprenait tous les Cérambicydés connus à celle époque, sauf les Lamiaires et les Priones.
LeConte & Horn (1883) les insérèrent dans la sous-famille des Lepturinae, en observant toutefois leur particulier primitivisme.
 Gahan les éleva au rang de sous-famille, en suggérant que ce groupe pouvait aussi mériter d’être élevé au rang de famille, chose qui fut formalisée par Linsley déjà en 1961 et acceptée par plusieurs des auteurs suivants,,,,,,,,,, sauf quelques exceptions,.
La famille est subdivisée en quatre sous-familles:
- Cyrtonopinae White, 1853
- Disteniinae Thomson, 1860
- Dynamostinae Lacordaire, 1869
- Heteropalpinae Villiers, 1980

## Articles corrélés
- Cerambycidae
- Vesperidae
- Oxypeltidae